# Ghiacciaio Kelly
Il ghiacciaio Kelly è un ghiacciaio vallivo lungo circa 15 km situato sulla costa di Borchgrevink, nella regione nord-occidentale della Dipendenza di Ross, in Antartide. In particolare, il ghiacciaio, il cui punto più alto si trova a circa 2200 m s.l.m., ha origine nella parte centrale dell'estremità sud-orientale dei monti dell'Ammiragliato e da qui fluisce verso sud-ovest, partendo dal versante sud-occidentale del monte Peacock e scorrendo tra il monte Titus, a nord-ovest, e il monte Pew, a sud-est, fino a unire il proprio flusso a quello del ghiacciaio Tucker.

## Storia
Il ghiacciaio Kelly è stato mappato per la prima volta dallo United States Geological Survey grazie a fotografie scattate dalla marina militare statunitense (USN) durante ricognizioni aeree e terrestri effettuate nel periodo 1960-62, e così battezzato dal comitato consultivo dei nomi antartici in onore del tenente della USN Anthony J. Kelly, ufficiale medico alla stazione Hallett nel 1961.